# Nueva Libertad, El Porvenir
Nueva Libertad är en ort i Mexiko.   Den ligger i kommunen El Porvenir och delstaten Chiapas, i den sydöstra delen av landet, 900 km sydost om huvudstaden Mexico City. Nueva Libertad ligger 2 020 meter över havet och antalet invånare är 321.
Terrängen runt Nueva Libertad är kuperad norrut, men söderut är den bergig. Runt Nueva Libertad är det ganska tätbefolkat, med 179 invånare per kvadratkilometer. Närmaste större samhälle är Motozintla de Mendoza, 5,9 km söder om Nueva Libertad. I omgivningarna runt Nueva Libertad växer huvudsakligen savannskog.